# Ирина Круг
Ирина Круг (Ирина Викторовна Глазко) (на руски: Ирина Круг (Ирина Викторовна Глазко) е руска поп и шансон певица.

## Биография
Ирина Глазко е родена на 29 март 1976 г. в град Челябинск в семейство на офицер. В средното училище се увлича по театър и пеене. Работи като сервитьор в ресторант. Тук я среща известният руски певец Михаил Круг и по негова покана започва работа като гардеробиер в град Твер (1999). След една година сключват граждански брак и приема фамилията Круг. Завършва с отличие специалността мениджмънт в Тверския държавен университет (2005).

## Семейство
Омъжва се три пъти. Развежда се с първия си съпруг, който злоупотребява с алкохол. Вторият и съпруг Михаил Круг е убит от бандити на 1 юли 2002 г. Третия съпруг е предприемача Сергей Белоусов. От всеки брак има по едно дете: Марина, Александър и Андрей.

## Певческа кариера
Започва да пее след гибелта на Михаил Круг. Издава дебютния си албум „Первая осень разлуки“ (2004). На следващата година е лауреат на премията „Шансон на годината“ и е номинирана за „Откритие на годината“. Утвърждава се с втория албум „Тебе, моя последняя любовь“. В следващите години издава дуетни албуми с Алексей Брянцев и Виктор Корольов. Ежегодно изнася самостоятелни и дуетни концерти в Руската федерация. Осем пъти е лауреат на наградата „Шансон на годината“.

## Албуми

### Солови
- Первая осень разлуки (2004)
- Тебе, моя последняя любовь (2004)
- Красавчик (2008)
- Остров любви (2009)
- Я прочитаю в твоих глазах (2010)
- Любить не страшно (2012)
- Шанель (2013)
- Матёрая любовь (2015)
- Снежная королева (2015)
- Я жду (2017)
- Ты сердце и душа (2020)
- Я ношу твою фамилию (2022)

### Дуетни
- Привет, малыш и Если бы не ты (Алексей Брянцев) (2007, 2010)
- Букет из белых роз, Городские встречи, Роман (Виктор Королев) (2009, 2011)
- История любви (Михаил Круг) (2011)

### Сборници
- То, что было (2009)
- Любить не страшно (2011)
- Романсы (2011)